# Jotamont
Jotamont, ou Jorge Fernandes Monteiro, vulgarmente conhecido por Jorge Cornetinho, foi um músico e compositor cabo-verdiano, nascido a 1 de Outubro de 1913 num barco para os Estados Unidos da América. Faleceu a 21 de Novembro de 1998. Frequentou o liceu Gil Eanes em Mindelo e o conservatório em Lisboa. Foi professor de Educação Musical no ensino secundário e principalmente, Maestro das Bandas Municipais de São Vicente e da Praia. Foi virtuoso do trompete, tendo composto algumas das mais lindas mornas e escrito alguns livros sobre a músicas cabo-verdiana.

## Mornas
São Cente, Mindelo nha terra, Nha terra bô ca tá imaginá, Fidjo Magoado, Êsse ê quê Mindelo nôs querido cantim, Dez grãozinhos de terra, Lolinha, Nôs Mãe

## Livros
- Música Caboverdeana - Mornas para Piano, 1987
- Mornas e contra-tempos - Coladeras de Cabo Verde; recolhas de Jótamont, 1987
- Músicas de Cabo Verde - Mornas de Eugénio Tavares; transcritas por Jótamont, 1987
- Música Caboverdeana - Mornas de Francisco Xavier da Cruz, 1987